# Wodny test Rayleigha
Wodny test Rayleigha – test na płaskość i równość powierzchni materiału. Polega na tym, że na powierzchnię zwierciadła lub innego przedmiotu odbijającego światło, rozlewana jest cienka warstwa wody. Dzięki interferencji promieni odbitych od powierzchni zwierciadła z promieniami odbitymi od powierzchni wody, powstaje obraz interferencyjny. Układ ciemnych i jasnych prążków w tym obrazie jest bardzo czuły na grubość warstewki wody. Równoległy układ prążków świadczy o stałej grubości tej powłoki, czyli płaskości zwierciadła. Każde odstępstwo od tej równoległości jest informacją o zaburzeniach występujących na powierzchni zwierciadła.